# 榎戸邦子
榎戸 邦子（えのきど くにこ）は、北海道苫小牧市生まれの声楽家。
主にドイツ歌曲、日本歌曲を中心に独唱会、ジョイントリサイタル、ロビーコンサート、小学校家庭教育学級においてコンサートとおはなし等の演奏活動を行っている。また年に数回歌曲アンサンブル研究会に参加し公開レッスンを受講、演奏を行っている。洗足学園音楽大学音楽学部声楽科卒業。同大学専攻科及びマスタークラス修了。